# Again and Again
«Again and Again» es una canción del disc jockey y productor belga Basto. El sencillo se lanzó en formato digital el 3 de octubre de 2011.

## Formatos y remezclas
| EP  |                                                 |          |  |
| N.º | Título                                          | Duración |  |
| 1.  | «Again and Again» (Radio Edit)                  | 3:01     |  |
| 2.  | «Again and Again» (Extended Mix)                | 5:07     |  |
| 3.  | «Again and Again» (William Burstedt Remix Edit) | 3:55     |  |
| 4.  | «Again and Again» (William Burstedt Remix)      | 5:50     |  |

## Posición en listas
| País (2011-2012)                | Mejor posición |
| ------------------------------- | -------------- |
| Suiza (Schweizer Hitparade)     | 22             |
| Francia (SNEP)                  | 18             |
| Países Bajos (Dutch Top 40)     | 42             |
| Bélgica (Flandes) (Ultratop 50) | 22             |